# Aviston, Illinois
Aviston là một làng thuộc quận Clinton, tiểu bang Illinois, Hoa Kỳ. Năm 2010, dân số của làng này là 1945 người.

## Dân số
Dân số qua các năm:
- Năm 2000: 1231 người.
- Năm 2010: 1945 người.